# Новоильиновка (Омская область)
Новоильиновка — село в Полтавском районе Омской области. Административный центр Новоильиновского сельского поселения.

## История
Основано в 1911 году переселенцами с Украины и названо по имени одного зажиточного крестьянина Ильи Бессонова. В 1928 году посёлок Ново-Ильинка состоял из 45 хозяйств, основное население — украинцы. В 1929 создан колхоз «Свободное поле». После слияния с селом Шагаловка организован совхоз «Большевик». Долгое время село находилось в составе Светиловского сельсовета Полтавского района Омского округа Сибирского края. 100-летию села посвящена книга под общей редакцией Спирина Н.А. "Вехи поколений". Авторы подчёркивают: "Она создана во имя того, чтобы ничто не было забыто и никто не был забыт на земле Новоильиновского сельского поселения".

## Население
| 1926 | 2010  |
| ---- | ----- |
| 206  | ↗1133 |

## Школа
Новоильиновская школа начала свою деятельность с 1922 года и первоначально имела статус начальной. В 1968 году была реорганизована в среднюю. Сейчас школа функционирует в двух зданиях. Первое - начальная школа, построенная в 1968 году. Второе - здание 1980 года, в котором обучаются 5-11 классы. Структурное подразделение - Терпеньевская начальная школа (при ней работает группа полного пребывания детей).

## СПК "Большевик"
В связи с разделом совхоза "Вольновский" в 1967 образован сельскохозяйственный производственный кооператив "Большевик". Животноводство и растениеводство являются основным направлением деятельности. В 2012 году СПК получил диплом за первое место в соревновании «Лучшие сельскохозяйственные организации Омской области в природно-климатической зоне». В 2013 году "Большевик" достиг высоких производственно-экономических показателей работы. В 2017 году к 50-летию хозяйства вышла книга "Успех один на всех" об истории, о трудовых успехах и о работающих в кооперативе людях.